# Родригес, Райбер
Райбер Родригес Ороско (исп. Raiber Rodríguez Orozco; 28 декабря 1990, Баринас, Венесуэла) — венесуэльский борец греко-римского стиля, участник Олимпийских игр 2016 года в Рио-де-Жанейро.

## Карьера
Борьбой стал заниматься с 2002 года. Выступает за борцовский клуб своего родного города Баринаса. С самого начала карьеры тренируется под руководством Хосе Диаза. В июле 2014 года в Мехико на Панамериканском чемпионате, одолев в схватке за 3 место колумбийца, Хуана Карлоса Лопеса, стал бронзовым призёром. В феврале 2016 года в городе Фриско (США) снова стал бронзовым призёром, в схватке за 3 место он одолел Хосе Луиса Магалланеса Дюранда из Перу. В марте 2016 года там же во Фриско в панамериканском отборочном турнире завоевал лицензию на Олимпийские игры в Рио-де-Жанейро. В августе 2016 года на Олимпиаде в 1/8 финала уступил азербайджанцу Ровшану Байрамову. В мае 2023 года на Панамериканском чемпионате в третий раз стал бронзовым призёром, победив в схватке за 3 место Алексиса Родригеса Эрнандеса из Мексики. В ноябре 2023 года на Панамериканских играх в схватке за бронзовую медаль победил чилийца Кристобаля Торреса Нуньеса. В середине февраля 2024 года в Акапулько (Мексика), одолев в финале американца Рандона Миранду, стал победителем панамериканского чемпионата. 28 февраля 2024 года на панамериканском отборочном турнире завоевал лицензию на Олимпийские игры в Париж.

## Достижения
- Панамериканский чемпионат по борьбе 2014 — ;
- Панамериканский чемпионат по борьбе 2016 — ;
- Олимпийские игры 2016 — 17;
- Боливарианские игры 2022 — ;
- Панамериканский чемпионат по борьбе 2023 — ;
- Центральноамериканские и Карибские игры 2023 — ;
- Панамериканские игры 2023 — ;
- Панамериканский чемпионат по борьбе 2024 — ;